# Caseros (ort)
Caseros är en ort i Argentina.   Den ligger i provinsen Entre Ríos, i den centrala delen av landet, 240 km norr om huvudstaden Buenos Aires. Caseros ligger 51 meter över havet och antalet invånare är 2 109.
Terrängen runt Caseros är mycket platt. Runt Caseros är det glesbefolkat, med 19 invånare per kvadratkilometer.. Caseros är det största samhället i trakten.
Trakten runt Caseros består i huvudsak av gräsmarker.